# Парнас (література)
Парн́ас (фр. Parnasse) — поетичне угруповання. У Франції в 70-ті роки XIX ст. парнасцями почали називати поетів, що за мету собі ставили створення «чистого мистецтва», яке б оспівувало не щось із буденного життя, а тільки справжню красу: природу, кохання.

## Історія
Після революції 1848 року французький романтизм розділився на «романтизм для людей», лозунгом якого став принцип, сформульований Віктором Гюґо: «Мистецтво заради Прогресу», і «чисте мистецтво» або «Мистецтво заради Мистецтва». До другого напрямку належали поети Леконт де Ліль, Теофіль Ґотьє, Жозе-Марія де Ередіа. Вони й створили об'єднання «Парнас» і почали випускати альманах «Сучасний Парнас». Сама назва угрупування (Парнас — гора в Греції, де за легендами жили німфи на чолі із покровителем мистецтв Аполлоном) говорить про бажання поетів відокремитися від життєвої метушні і від проблем буденності. Епоху прагматизму, яка прийшла на зміну епосі революції, вони вважали ворогом мистецтва і стверджували абсолютну свободу художника від потреб натовпу, не виключаючи моралі і релігій. Будь-яка тенденційність, на їхню думку, є протилежною природі мистецтва, тому вони рішуче відвертались від будь-яких соціальних проблем, не бажаючи перетворювати таїнство поезії на плакат. Парнасці подарували світу відточеність поетичних форм, вишуканість поетичних засобів, збагатили мову, відшліфували ритми і рими.

## Представники
- Теофіль Готьє
- Теодор де Банвіль
- Жозе Марія де Ередіа
- Шарль Леконт де Ліль
- Огюст де Вільє де Ліль-Адан
- Сюллі-Прюдом
- Франсуа Коппе
- Катюль Мендес
- Леон Дьєркс
- Жорж Леконт
- Луї Менар

Близькими до руху парнасців були Шарль Бодлер, Поль Верлен, Стефан Малларме (рання творчість), Шарль Кро, Поль Бурже та Анатоль Франс, їхні вірші також друкувалися в випусках «Сучасного Парнасу».
Значний вплив поезія парнасців мала на творчіть Артюра Рембо, Франсіса Жамма та Жана-Поля Туле.

## Рецепція в Україні
Літературні досягнення парнаської школи привертали увагу київських неокласиків, зокрема Миколу Зерова. Неокласики активно перекладали французьких парнасців, засвоювали їхню естетичну концепцію, яку протиставляли як народницькому напрямку української літератури та і українському футуризму та пролетарській псевдо-поезії. Концепцію парнасців підтримував і Юрій Клен, який в еміграції приєднався до «Празької школи». Особливо вплив парнасців помітний у збірці Юрія Клена «Каравели»

## Українські переклади
Перший український переклад Леконта де Ліля (вірш «Південь») був опублікований ще 1893 року М. Школиченком у львівській «Правді».
Вірші парнасців в Україні багато перекладали вже згадані неокласики Микола Зеров, Юрій Клен, Михайло Драй-Хмара, Павло Филипович, Максим Рильський.
Дмитро Павличко перклав низку сонетів парнасців, в його антології «Світовий сонет» (Київ, 1983) вміщено переклади з Леконта де Ліля, Жозе-Марії де Ередіа.
Леконта де Ліля українською перекладали також Павло Грабовський, Василь Щурат, Дмитро Паламарчук.
1956 року Михайло Орест опублікував окрему збірку перекладів Леконта де Ліля, до якої увійшли 52 переклади (Мюнхен, 1956).
Поезії Теофіля Готьє українською перекладали Павло Грабовський, Василь Щурат, Михайло Драй-Хмара, Юрій Клен, Максим Рильський, Микола Терещенко, Михайло Литвинець.
Жозе Ередіа українською перекладали також Павло Грабовський (сонет «Одвічним снігом вкриті гори…»), Василь Щурат, Олена Пчілка, Юрій Липа, Святослав Гординський, Микола Терещенко, В. Гнатюк, Дмитро Паламарчук, Євгенія Кононенко, Максим Стріха, Михайло Литвинець, Ігор Качуровський, Михайло Москаленко. Уперше у повному обсязі український переклад «Трофеїв» Ередіа вийшов друком у видавництві Юніверс у 2001 році. Переклав збірку Ередіа Дмитро Паламарчук. Видання супроводжувалося ґрунтовною передмовою Леоніда Череватенка та післямовою Дмитра Наливайка.